# Teorema di Moessner
Nella teoria dei numeri, il teorema di Moessner o la magia di Moessner è un algoritmo aritmetico per produrre una successione infinita delle potenze n-sime degliinteri positivi {\displaystyle 1^{n},2^{n},3^{n},4^{n},\cdots ~,} con {\displaystyle n\geq 1~,} manipolando ricorsivamente la successione dei numeri naturali. L'algoritmo fu pubblicato per la prima volta da Alfred Moessner nel 1951; la prima dimostrazione della sua validità fu data da Oskar Perron in quello stesso anno. 
Ad esempio, per {\displaystyle n=2}, si può rimuovere ogni numero pari, ottenendo {\displaystyle (1,3,5,7\cdots )}, e quindi aggiungere ogni numero dispari alla somma di tutti gli elementi precedenti, giungendo a {\displaystyle (1,4,9,16,\cdots )=(1^{2},2^{2},3^{2},4^{2}\cdots )} .

## Costruzione
Si scriva l'insieme dei numeri interi positivi e si rimuova ogni {\displaystyle n}-esimo elemento, con {\displaystyle n} numero intero positivo. Si costruisca quindi la successione delle somme parziali dei numeri rimanenti. Si continui rimuovendo ogni {\displaystyle (n-1)}-simo elemento nella nuova successione e producendo una nuova successione delle somme parziali, continuando fino a rimuovere i numeri in posizione pari e calcolare ancora una volta le somme parziali. 
La procedura si ferma al passo {\displaystyle n}; la successione finale corrisponderà a {\displaystyle 1^{n},2^{n},3^{n},4^{n}\cdots ~.}

### Esempio
La sequenza iniziale è la sequenza di numeri interi positivi,
{\displaystyle 1,2,3,4,5,6,7,8,9,10,11,12,13,14,15,16\cdots ~.}
Per {\displaystyle n=4}, rimuoviamo ogni quarto numero dalla sequenza di interi e sommiamo ogni elemento alla somma degli elementi precedenti
{\displaystyle 1,2,3,5,6,7,9,10,11,13,14,15\cdots \to 1,3,6,11,17,24,33,43,54,67,81,96\cdots }
Ora rimuoviamo ogni terzo elemento e continuiamo a calcolare le somme parziali
{\displaystyle 1,3,11,17,33,43,67,81\cdots \to 1,4,15,32,65,108,175,256\cdots }
Rimuoviamo ogni secondo elemento e continuiamo a calcolare le somme parziali
{\displaystyle 1,15,65,175\cdots \to 1,16,81,256\cdots },
che è proprio la successione {\displaystyle 1^{4},2^{4},3^{4},4^{4},\cdots } .

### Varianti
Se invece si rimuovono i numeri triangolari, una procedura simile porta alla sequenza dei fattoriali {\displaystyle 1!,2!,3!,4!,\cdots ~.}